# Russia al Junior Eurovision Song Contest
La Russia ha partecipato 17 volte sin dal suo debutto nel 2005. Fino al 2012, la rete che ha curato le varie partecipazioni è stata Rossija 1, mentre dal 2013 fino al 2022 è stato il canale televisivo per ragazzi Karusel, a curare le partecipazioni alla manifestazione. Per l'edizione 2019, anche il canale televisivo NTV è stato coinvolto alla partecipazione.
Durante la sua permanenza ha ottenuto due primi, un secondo e un terzo posto.
In seguito alla decisione dell'UER di escludere la nazione dal partecipare all'Eurovision Song Contest 2022 dovuto alla crisi russo-ucraina del 2021-2022, con la successiva invasione del territorio ucraino da parte delle forze armate russe, il 26 febbraio 2022 tutte le emittenti russe hanno interrotto l'affiliazione con l'ente paneuropeo.

## Partecipazioni
- Primo posto
- Secondo posto
- Terzo posto
- Ultimo posto

| Anno                                    | Artista                              | Canzone          | Lingua                   | Posizione | Posizione |
| Anno                                    | Artista                              | Canzone          | Lingua                   | Finale    | Punti     |
| --------------------------------------- | ------------------------------------ | ---------------- | ------------------------ | --------- | --------- |
| 2005                                    | Vladislav Krutskich & Street Magic   | Doroga k solncu  | Russo                    | 9º        | 66        |
| 2006                                    | Anastasija & Maria Tolmačëvy         | Vesinnyj jazz    | Russo                    | 1º        | 154       |
| 2007                                    | Aleksandra Golovčenko                | Otličnica        | Russo                    | 6º        | 105       |
| 2008                                    | Michail Puntov                       | Spit angel       | Russo                    | 7º        | 73        |
| 2009                                    | Ekaterina Rjabova                    | Malen'kij prints | Russo                    | 3º        | 116       |
| 2010                                    | Saša Lazin & Liza Drozd              | Boy and Girl     | Russo, inglese           | 2º        | 119       |
| 2011                                    | Ekaterina Rjabova                    | Romeo and Juliet | Russo                    | 4º        | 99        |
| 2012                                    | Lerika                               | Sensation        | Russo, inglese           | 4º        | 88        |
| 2013                                    | Dajana Kirillova                     | Dream On         | Russo                    | 4º        | 106       |
| 2014                                    | Alisa Kožikina                       | Dreamer          | Russo, inglese           | 5º        | 96        |
| 2015                                    | Miša Smirnov                         | Mečta (Dream)    | Russo, inglese           | 6º        | 80        |
| 2016                                    | Water of Life Project                | Water of Life    | Russo, inglese           | 4º        | 202       |
| 2017                                    | Polina Bogusevič                     | Wings            | Russo, inglese           | 1º        | 188       |
| 2018                                    | Anna Filipčuk                        | Unbreakable      | Russo, inglese           | 10º       | 122       |
| 2019                                    | Tat'jana Meženceva & Denberel Ooržak | A Time for Us    | Russo, inglese           | 13º       | 72        |
| 2020                                    | Sofija Fes'kova                      | My New Day       | Russo, inglese           | 10º       | 88        |
| 2021                                    | Tanja Meženceva                      | Mon ami          | Russo, inglese, francese | 7º        | 124       |
| Nessuna partecipazione dal 2022 al 2025 |                                      |                  |                          |           |           |

## Storia delle votazioni
Al 2020, le votazioni della Russia sono state le seguenti: 
Punti dati
| Posizione | Stato       | Punti |
| --------- | ----------- | ----- |
| 1         | Bielorussia | 144   |
| 2         | Armenia     | 126   |
| 3         | Georgia     | 106   |
| 4         | Ucraina     | 82    |
| 5         | Paesi Bassi | 54    |

Punti ricevuti
| Posizione | Stato       | Punti |
| --------- | ----------- | ----- |
| 1         | Bielorussia | 151   |
| 2         | Armenia     | 122   |
| 3         | Ucraina     | 96    |
| 4         | Paesi Bassi | 85    |
| 5         | Serbia      | 83    |